# جوزيف سونابند
جوزيف أدولف سونابند (6 يناير 1933 – 24 يناير 2021) هو طبيب جنوب أفريقي، وعالم وباحث في فيروس العوز المناعي البشري / الإيدز، إذ برزت أعماله الرائدة في الأبحاث المجتمعية، ونشر فكر الجنس الآمن من أجل الوقاية من العدوى ووضع النموذج المبكر متعدد الوظائف للإيدز.
كان سونابند واحدًا من أوائل الأطباء الذين استطاعوا ملاحظة العوز المناعي الذي سُمي لاحقًا بالإيدز بين مرضاهم من الذكور المثليين، وعمل على معالجة مئات الأشخاص إيجابيي الإصابة بالفيروس خلال ثمانينيات وتسعينيات القرن العشرين. خلال فترة الذروة من أزمة الإيدز، ساعد سونابند في تأسيس العديد من منظمات الإيدز، بما في ذلك مؤسسة الإيدز الطبية (التي تُعرف حاليًا باسم أمفار)، ومبادرة الأبحاث المجتمعية غير الربحية الرائدة في أبحاث المجتمع (التي تُعرف حاليًا باسم «إيه سي آر آي إيه») ومجموعة «بّي دبليو إيه» الطبية، التي اعتُبرت بدورها أول وأكبر نادي مشترين معترف به بشكل رسمي.
أثار سونابند الجدل لتأييده فكرة تغيير الرجال المثليين لسلوكياتهم الجنسية من أجل تجنب العدوى المنقولة جنسيًا، عوضًا عن الاقتصار على تقليل عدد الشركاء الجنسيين، كما دعت منظمة أزمة صحة الرجال المثليين وغيرها من المنظمات المجتمعية المثلية، بالإضافة إلى افتراضه النموذج السببي متعدد الوظائف، بما في ذلك فترة من الزمن بعد اكتشاف فيروس العوز المناعي البشري. حظي سونابند باحترام واسع بوصفه طبيبًا وباحثًا رائدًا ورحيمًا.

## القضايا الخلافية

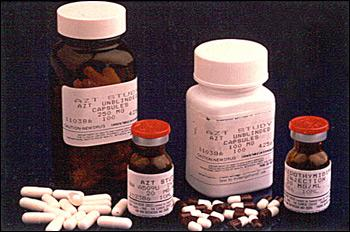
AZT في شكل فموي وحقن وتحاميل

باعتباره طبيبًا ذا مكانة عالية، اشتهر سونابند بمناصرة حقوق المرضى وحمايتها. لم يشعر بالحرج من انتقاد المؤسسة العلمية عند ملاحظته فشلها في وضع مصلحة المرضى في المقام الأول. خالف سونابند في غالبية الأحيان الآراء السائدة حول الإيدز.

### آراؤه حول علاج الإيدز وأسبابه
في أواخر ثمانينات القرن العشرين، أصبح سونابند أحد النقاد البارزين لاستخدام العلاج الأحادي «إيه زد تي» على المرضى غير العرضيين إيجابيي الإصابة بالفيروس، إذ لم ير أنه هناك أدلة سريرية كافية لاستخدامه. مع ذلك، وصف هذا الدواء على مدار فترات قصيرة للأفراد ذوي مستوى الإنترفيرون المرتفع، الذي يلعب دورًا في الإمراض ويمكن السيطرة على مستوياته باستخدام عقار «إيه زد تي» وفقًا لسونابند. في عام 2006، أعرب سونابند عن وجهة نظره بأن الجرعات الكبيرة من دواء «إيه زد تي» «قتلت الآلاف» خلال الفترة الممتدة من أواخر الثمانينات إلى أوائل التسعينات.

حتى أواخر تسعينيات القرن العشرين، استمر سونابند في التأكيد على بقاء مسألة أسباب الإيدز «مفتوحة» وباحتمال وجود العديد من العوامل المختلفة. اتهمه بعض الباحثين والنشطاء جراء ذلك بتأييده «منكري الإيدز» الذين ينكرون أي دور لفيروس العوز المناعي البشري في تطوير الإيدز – نفى سونابند هذه التهمة:
فوجئت نوعًا ما عندما وجدت نفسي منبوذًا. اعتقدت في الواقع أنني أمثل نوعًا ما من توخي الحذر الأكاديمي الذي اعتبرته أمرًا مفروغًا منه. لطالما رأيت انتقاداتي منطقية وغير متطرفة.
تعرض سونابند لاتهامات سوء الممارسة الطبية نتيجة آرائه غير التقليدية فيما يتعلق بعلاج الإيدز وأسبابه؛ وقد أعرب عن تهرب العلماء البارزين منه ورفض تمويله.
أصبح سونابند أحد المناصرين الأوائل لاستخدام العلاج المركب بمجموعة من مضادات فيروسات النسخ العكسي، إذ وصف هذا الدواء للعديد من المرضى. مع ذلك، عارض سونابند بشدة إرشادات الولايات المتحدة المبكرة التي أوصت ببدء علاج الأفراد خلال المراحل الأولى من العدوى بالفيروس (إذ ترافقت هذه الإرشادات بشكل شائع مع عبارة «اضرب مبكرًا واضرب بقوة»).
ساعدت تأثيرات الأدوية الحديثة في تغيير آراء سونابند حول مسببات الإيدز، ما دفعه إلى التأكيد بأن «الأدلة الحالية داعمة بشدة لدور فيروس العوز المناعي البشري». على الرغم من ذلك، أصر سونابند على مخالفة الإجماع العلمي، وأكد أن إمكانية تطوير الإيدز لدى الأفراد المصابين بفيروس عوز المناعة البشري محدودة بتعرضهم لعوامل مساعدة أخرى مثل الفيروسات الأخرى أو أنواع البكتيريا المختلفة. أشار أيضًا إلى دخول العديد من الأفراد المصابين بالفيروس في حالة السبات دون تحريض استجابة مناعية كافية لتوليد نتائج إيجابية في اختبار الأجسام المضادة (التحول المصلي).